# Кен Роузволл
Кеннет Роберт Роузволл (англ. Kenneth Robert Rosewall), відоміший як Кен Роузволл — австралійський тенісист 1950—1970-х років, спочатку любитель, потім професіонал, володар 8 титулів Великого шолома в одиночному розряді й загалом 23-х мейджорів, член Ордену Британської імперії та Ордену Австралії.
Крім одиночних титулів у доробку Роузволла 9 титулів Великого шолома в парному розряді й 1 в міксті. Його часто називають одним із найкращих тенісистів усіх часів та народів. З 1952 по 1977 роки він щороку фігурував у чільній двадцятці рейтингу тенісистів, неофіційного й офіційного, як професіоналів, так і аматорів. Упродовж 9 років він очолював рейтинг. 
Роузволл був від народження шульгою, але батько навчив його грати правою рукою. У нього був потужний бекхенд, проте його подача завжди була, хоча й точною, але відносно слабкою. Тенісисти іронічно називали його «М'язи», бо їх у нього не було. Але він був швидкий, рухливий, спритний і невтомний, чудово грав зльоту. Найкращим ударом Роузволла була підсічка закритою стороною ракетки. Його бекхенд порівнювали з технічно іншим бекхендом Дона Баджа, називаючи їх конкурентами в праві називатися найкращим бекхендом усіх часів. 

## Відзнаки
З нагоди для народження королеви 1971 року, Роузвелла було призначено членом Ордену Британської імперії (MBE). З нагоди відзначення Дня Австралії 1979 року його було зараховано в члени Ордену Австралії (AM). У 1980 році його було введено до Міжнародної зали тенісної слави. У 1985 році його було введено до Зали слави Австралійського спорту. Він — Живий національний скарб Австралії.

## Загальна статистика

### Графік виступів на основних турнірах
1957 року Кен Роузволл став професіоналом, то не мав права на участь у 45-ти турнірах Великого шолома до початку Відкритої ери 1968 року. Загалом на турнірах Великого шлему і Про-Слем Роузволл здобув 23 титули, а його співвідношення виграшів до поразок за 28 років становить 246–46 (84,24%).
| W | Ф | ПФ | ЧФ | #Р | КТ | К# | DNQ | A | NH |

| Турніри Великого шлему                 | Аматор | Аматор | Аматор | Аматор | Аматор | Аматор | Професіонал | Відкрита ера | Відкрита ера | Відкрита ера | Відкрита ера | Відкрита ера | Відкрита ера | Відкрита ера | Відкрита ера | Відкрита ера | Відкрита ера | Відкрита ера | Відкрита ера | SR     | В-П    | % перемог |
| Турніри Великого шлему                 | 1951   | 1952   | 1953   | 1954   | 1955   | 1956   | 1957–1967   | 1968         | 1969         | 1970         | 1971         | 1972         | 1973         | 1974         | 1975         | 1976         | 1977         | 1977         | 1978         | SR     | В-П    | % перемог |
| -------------------------------------- | ------ | ------ | ------ | ------ | ------ | ------ | ----------- | ------------ | ------------ | ------------ | ------------ | ------------ | ------------ | ------------ | ------------ | ------------ | ------------ | ------------ | ------------ | ------ | ------ | --------- |
| Відкритий чемпіонат Австралії з тенісу | 1р     | ЧФ     | П      | ПФ     | П      | Ф      |             |              | 3р           |              | П            | П            | 2р           |              |              | ПФ           | ПФ           | ЧФ           | 3р           | 4 / 14 | 43–10  | 81.13     |
| Відкритий чемпіонат Франції з тенісу   |        | 2р     | П      | 4р     |        |        |             | П            | Ф            |              |              |              |              |              |              |              |              |              |              | 2 / 5  | 24–3   | 88.89     |
| Вімблдонський турнір                   |        | 2р     | ЧФ     | Ф      | ПФ     | Ф      |             | 4р           | 3р           | Ф            | ПФ           |              |              | Ф            | 4р           |              |              |              |              | 0 / 11 | 47–11  | 81.03     |
| Відкритий чемпіонат США з тенісу       |        | ЧФ     | ПФ     | ПФ     | Ф      | П      |             | ПФ           | ЧФ           | П            |              | 2р           | ПФ           | Ф            |              |              | 3р           | 3р           |              | 2 / 12 | 57–10  | 85.07     |
| В-П                                    | 0–1    | 8–4    | 21–2   | 17–4   | 16–2   | 17–2   |             | 15–2         | 13–4         | 13–1         | 10–1         | 6–1          | 5–2          | 12–2         | 3–1          | 4–1          | 9–3          | 9–3          | 2–1          | 8 / 42 | 171–34 | 83.41     |

| Турніри Про-слем | Професіонал | Професіонал | Професіонал | Професіонал | Професіонал | Професіонал | Професіонал | Професіонал | Професіонал | Професіонал | Професіонал | SR      | В-П   | % перемог |
| Турніри Про-слем | 1957        | 1958        | 1959        | 1960        | 1961        | 1962        | 1963        | 1964        | 1965        | 1966        | 1967        | SR      | В-П   | % перемог |
| ---------------- | ----------- | ----------- | ----------- | ----------- | ----------- | ----------- | ----------- | ----------- | ----------- | ----------- | ----------- | ------- | ----- | --------- |
| U.S. Pro         | ПФ          |             |             |             |             |             | П           | ПФ          | П           | Ф           | ПФ          | 2 / 6   | 12–4  | 75.00     |
| French Pro       | NH          | П           | ПФ          | П           | П           | П           | П           | П           | П           | П           | ПФ          | 8 / 10  | 30–2  | 93.75     |
| Wembley Pro      | П           | ПФ          | ПФ          | П           | П           | П           | П           | Ф           | ПФ          | Ф           | Ф           | 5 / 11  | 29–6  | 82.86     |
| Всього:          | Всього:     | Всього:     | Всього:     | Всього:     | Всього:     | Всього:     | Всього:     | Всього:     | Всього:     | Всього:     | Всього:     | 15 / 27 | 71–12 | 85.54     |

### Фінали турнірів Великого шлему
Одиночний розряд: 16 (8 титули, 8 поразки)
| Результат        | Рік  | Турнір                                 | Покриття | Суперник                   | Рахунок                 |
| ---------------- | ---- | -------------------------------------- | -------- | -------------------------- | ----------------------- |
| Перемога         | 1953 | Відкритий чемпіонат Австралії з тенісу | Трава    | Мервін Роуз                | 6–0, 6–3, 6–4           |
| Перемога         | 1953 | Відкритий чемпіонат Франції з тенісу   | Ґрунт    | Вік Сайксес                | 6–3, 6–4, 1–6, 6–2      |
| Поразка          | 1954 | Вімблдонський турнір                   | Трава    | Ярослав Дробний (тенісист) | 11–13, 6–4, 2–6, 7–9    |
| Перемога         | 1955 | Чемпіонат Австралії                    | Трава    | Лью Гоуд                   | 9–7, 6–4, 6–4           |
| Поразка          | 1955 | Відкритий чемпіонат США з тенісу       | Трава    | Тоні Траберт               | 7–9, 3–6, 3–6           |
| Поразка          | 1956 | Чемпіонат Австралії                    | Трава    | Лью Гоуд                   | 4–6, 6–3, 4–6, 5–7      |
| Поразка          | 1956 | Вімблдонський турнір                   | Трава    | Лью Гоуд                   | 2–6, 6–4, 5–7, 4–6      |
| Перемога         | 1956 | Чемпіонат США                          | Трава    | Лью Гоуд                   | 4–6, 6–2, 6–3, 6–3      |
| ↓ Відкрита ера ↓ |      |                                        |          |                            |                         |
| Перемога         | 1968 | Відкритий чемпіонат Франції            | Ґрунт    | Род Лейвер                 | 6–3, 6–1, 2–6, 6–2      |
| Поразка          | 1969 | Відкритий чемпіонат Франції            | Ґрунт    | Род Лейвер                 | 4–6, 3–6, 4–6           |
| Поразка          | 1970 | Вімблдонський турнір                   | Трава    | Джон Ньюкомб               | 7–5, 3–6, 2–6, 6–3, 1–6 |
| Перемога         | 1970 | Відкритий чемпіонат США                | Трава    | Тоні Роч                   | 2–6, 6–4, 7–6(5–2), 6–3 |
| Перемога         | 1971 | Відкритий чемпіонат Австралії          | Трава    | Артур Еш                   | 6–1, 7–5, 6–3           |
| Перемога         | 1972 | Відкритий чемпіонат Австралії          | Трава    | Мал Андерсон               | 7–6(7–2), 6–3, 7–5      |
| Поразка          | 1974 | Вімблдонський турнір                   | Трава    | Джиммі Коннорс             | 1–6, 1–6, 4–6           |
| Поразка          | 1974 | Відкритий чемпіонат США                | Трава    | Джиммі Коннорс             | 1–6, 0–6, 1–6           |

### Фінали турнірів Про-слем
* Одиночний розряд : 15 титулів, 4 поразки
| Результат | Рік  | Турнір                  | Покриття   | Суперник       | Рахунок                  |
| --------- | ---- | ----------------------- | ---------- | -------------- | ------------------------ |
| Перемога  | 1957 | Wembley Championship    | Indoor     | Панчо Сегура   | 1–6, 6–3, 6–4, 3–6, 6–4  |
| Перемога  | 1958 | French Pro Championship | Ґрунт      | Лью Гоуд       | 3–6, 6–2, 6–4, 6–0       |
| Перемога  | 1960 | French Pro Championship | Ґрунт      | Лью Гоуд       | 6–2, 2–6, 6–2, 6–1       |
| Перемога  | 1960 | Wembley Championship    | Indoor     | Панчо Сегура   | 5–7, 8–6, 6–1, 6–3       |
| Перемога  | 1961 | French Pro Championship | Ґрунт      | Панчо Гонсалес | 2–6, 6–4, 6–3, 8–6       |
| Перемога  | 1961 | Wembley Championship    | Indoor     | Лью Гоуд       | 6–3, 3–6, 6–2, 6–3       |
| Перемога  | 1962 | French Pro Championship | Ґрунт      | Андрес Хімено  | 3–6, 6–2, 7–5, 6–2       |
| Перемога  | 1962 | Wembley Championship    | Indoor     | Лью Гоуд       | 6–4, 5–7, 15–13, 7–5     |
| Перемога  | 1963 | U.S. Pro Championship   | Трава      | Род Лейвер     | 6–4, 6–2, 6–2            |
| Перемога  | 1963 | French Pro Championship | Дерево (i) | Род Лейвер     | 6–8, 6–4, 5–7, 6–3, 6–4  |
| Перемога  | 1963 | Wembley Championship    | Indoor     | Лью Гоуд       | 6–4, 6–2, 4–6, 6–3       |
| Перемога  | 1964 | French Pro Championship | Дерево (i) | Род Лейвер     | 6–3, 7–5, 3–6, 6–3       |
| Поразка   | 1964 | Wembley Championship    | Indoor     | Род Лейвер     | 5–7, 6–4, 7–5, 6–8, 6–8  |
| Перемога  | 1965 | U.S. Pro Championship   | Трава      | Род Лейвер     | 6–4, 6–3, 6–3            |
| Перемога  | 1965 | French Pro Championship | Дерево (i) | Род Лейвер     | 6–3, 6–2, 6–4            |
| Перемога  | 1966 | French Pro Championship | Дерево (i) | Род Лейвер     | 6–3, 6–2, 14–12          |
| Поразка   | 1966 | Wembley Championship    | Indoor     | Род Лейвер     | 2–6, 2–6, 3–6            |
| Поразка   | 1966 | U.S. Pro Championship   | Трава      | Род Лейвер     | 4–6, 6–4, 2–6, 10–8, 3–6 |
| Поразка   | 1967 | Wembley Championship    | Indoor     | Род Лейвер     | 6–2, 1–6, 6–1, 6–8, 2–6  |

- * інші турніри (Турнір Чемпіонів, Вімблдон-Про – важливі професійні турніри – 2 поразки у фіналі)

## Рекорди

### Рекорди за весь час
| Турнір                                 | Роки      | Встановлений рекорд                                                  | З ким ділить                                     |
| Про-слем                               | 1963      | Здобув календарний професійний Великий шлем                          | Род Лейвер                                       |
| Про-слем і Турніри Великого шлему      | 1953–1974 | разом 23 мейджори                                                    | Новак Джокович                                   |
| Про-слем і Великий шлем                | 1953–1974 | разом 35 фіналів на мейджорах                                        | Новак Джокович                                   |
| Про-слем і Великий шлем                | 1953–1974 | разом 52 півфіналів на мейджорах                                     | Одноосібно                                       |
| Турніри Про-Слем                       | 1957–1967 | 27 участей загалом                                                   | Одноосібно                                       |
| Турніри Про-Слем                       | 1957–1966 | 15 титулів загалом                                                   | Одноосібно                                       |
| Турніри Про-Слем                       | 1957–1967 | 19 фіналів загалом                                                   | Одноосібно                                       |
| Турніри Про-Слем                       | 1957–1967 | 27 півфіналів загалом                                                | Одноосібно                                       |
| Турніри Про-Слем                       | 1957–1967 | 27 чвертьфіналів загалом                                             | Одноосібно                                       |
| Турніри Про-Слем                       | 1957–1967 | 85,54% (71–12) відсоток виграних матчів загалом                      | Одноосібно                                       |
| Відкритий чемпіонат Австралії з тенісу | 1953      | Наймолодший чемпіон в одиночному розряді (18 років 2 місяці)         | Одноосібно                                       |
| Великий Шлем                           | 1953–1955 | Наймолодший фіналіст усіх чотирьох турнірів Великого шлему           | Одноосібно                                       |
| Великий Шлем                           | 1953–1972 | Виграв турнір Великого шлему в три різні десятиліття                 | Новак Джокович Рафаель Надаль                    |
| Чемпіонат Австралії                    | 1953–1972 | проміжок 19 років між першим і останнім титулом в одиночному розряді | Одноосібно                                       |
| Чемпіонат Австралії                    | 1971      | Здобув титул, не програвши жодного сету                              | Дон Бадж Джон Бромвіч Рой Емерсон Роджер Федерер |
| Відкритий чемпіонат Франції з тенісу   | 1953–1968 | проміжок 15 років між першим і останнім титулом в одиночному розряді | Рафаель Надаль                                   |
| French Pro-Championships               | 1958–1966 | 8 титулів загалом                                                    | Одноосібно                                       |
| French Pro-Championships               | 1960–1966 | 7 титулів поспіль                                                    | Одноосібно                                       |
| French Pro-Championships               | 1958–1967 | 93,75% (30–2) відсоток виграних матчів                               | Одноосібно                                       |
| Відкритий чемпіонат США з тенісу       | 1956–1970 | проміжок 14 років між першим і останнім титулом в одиночному розряді | Одноосібно                                       |
| Wembley Pro-Championships              | 1960–1963 | 4 титули поспіль                                                     | Род Лейвер                                       |
| Всі турніри                            | 1951–1970 | 20 титулів на дерев'яному покритті                                   | Одноосібно                                       |
| Кар'єра                                | 1951–1977 | 25 сезонів принаймні по одному титулу в одиночному розряді           | Одноосібно                                       |
| Кар'єра                                | 1953–1973 | 21 сезонів поспіль принаймні по одному титулу в одиночному розряді   | Одноосібно                                       |
| Кар'єра                                | 1952–1976 | 25 сезонів поспіль у першій 10-ці рейтингу                           | Одноосібно                                       |
| Кар'єра                                | 1949–1982 | Найбільше зіграних матчів (2282)                                     | Одноосібно                                       |
| Кар'єра                                | 1949–1982 | Найбільше виграних матчів (1665)                                     | Одноосібно                                       |

### Рекорди за Відкриту еру
| Турнір                        | Роки      | Встановлений рекорд                                           | З ким ділить   |
| Відкритий чемпіонат Австралії | 1971      | Здобув титул, не програвши сету                               | Роджер Федерер |
| Відкритий чемпіонат Австралії | 1972      | Найстарший чемпіон в одиночному розряді (37 років 2 місяці)   | Одноосібно     |
| Відкритий чемпіонат США       | 1970      | Найстарший чемпіон в одиночному розряді (35 років 10 місяців) | Одноосібно     |
| Відкритий чемпіонат США       | 1974      | Найстарший фіналіст (39 років 10 місяців)                     | Одноосібно     |
| WCT Finals                    | 1971–1972 | 2 титули поспіль                                              | Джон Макінрой  |
| WCT Finals                    | 1971–1973 | 87,50% (7–1) відсоток перемог                                 | Одноосібно     |

Нотатка: Сітка основних професійних турнірів була набагато меншою, ніж традиційних турнірів Великого шолома; зазвичай лише 16 чи навіть менше професійних гравців, тобто гра тривала чотири кола замість сучасних шести чи семи.